# كريستوفر س. أودوم
كريستوفر س. أودوم (بالإنجليزية: Christopher C. Odom)‏ هو مخرج أمريكي، ولد في 7 يوليو 1970.

## وصلات خارجية
- كريستوفر س. أودوم على موقع IMDb (الإنجليزية)
- كريستوفر س. أودوم على موقع ألو سيني (الفرنسية)
- كريستوفر س. أودوم على موقع أول موفي (الإنجليزية)
- كريستوفر س. أودوم على موقع كينوبويسك (الروسية)